# 2014-es rövid pályás úszó-világbajnokság
A 2014-es rövid pályás úszó-világbajnokságot december 3. és 7. között rendezték Dohában, Katarban. A vb-n 46 versenyszámban avattak világbajnokot.
A rendezés jogát 2010-ben az olaszországi Catania városa nyerte el, amely azonban 2011-ben visszalépett a rendezéstől, mert nem sikerült pénzügyi garanciát kapnia. 2012. április 4-én a FINA a katari fővárosnak ítélte a rendezés jogát.

## Éremtáblázat
Magyarország eltérő háttérszínnel kiemelve.
| Hely     | Nemzet                  | Arany | Ezüst | Bronz | Összesen |
| 1.       | Brazília                | 7     | 1     | 2     | 10       |
| 2.       | Magyarország            | 6     | 3     | 2     | 11       |
| 3.       | Hollandia               | 5     | 1     | 6     | 12       |
| 4.       | Dél-afrikai Köztársaság | 4     | 1     | 0     | 5        |
| 5.       | Spanyolország           | 4     | 0     | 0     | 4        |
| 6.       | Japán                   | 3     | 3     | 4     | 10       |
| 7.       | Franciaország           | 3     | 2     | 3     | 8        |
| 8.       | Svédország              | 3     | 1     | 0     | 4        |
| 9.       | Egyesült Államok        | 2     | 9     | 6     | 17       |
| 10.      | Dánia                   | 2     | 1     | 3     | 6        |
| 11.      | Ausztrália              | 1     | 5     | 4     | 10       |
| 12.      | Oroszország             | 1     | 4     | 4     | 9        |
| 13.      | Olaszország             | 1     | 2     | 3     | 6        |
| 14.      | Németország             | 1     | 1     | 2     | 4        |
| 15.      | Lengyelország           | 1     | 1     | 1     | 3        |
| 16.      | Jamaica                 | 1     | 1     | 0     | 2        |
| 16.      | Litvánia                | 1     | 1     | 0     | 2        |
| 18.      | Nagy-Britannia          | 0     | 7     | 1     | 8        |
| 19.      | Kína                    | 0     | 2     | 1     | 3        |
| 20.      | Tunézia                 | 0     | 1     | 0     | 1        |
| 21.      | Ukrajna                 | 0     | 0     | 2     | 2        |
| 22.      | Kanada                  | 0     | 0     | 1     | 1        |
| 22.      | Szerbia                 | 0     | 0     | 1     | 1        |
|          |                         |       |       |       |          |
| Összesen | Összesen                | 46    | 47    | 46    | 139      |

## Eredmények
- WR – világrekord
- AR – Kontinens-rekord
- CR – Európa-bajnoki rekord

A váltó versenyszámoknál a csillaggal jelölt versenyzők az előfutamokban szerepeltek.

### Férfiak
| Versenyszám                 | Arany | Arany           | Ezüst | Ezüst       | Bronz | Bronz       |
| --------------------------- | --- | --------------- | --- | ----------- | --- | ----------- |
| 50 m gyorsúszás             | Florent Manaudou · Franciaország | 20,26 WR        | Marco Orsi · Olaszország | 20,69       | César Cielo Filho · Brazília | 20,88       |
| 100 m gyorsúszás            | César Cielo Filho · Brazília | 45,75           | Florent Manaudou · Franciaország | 45,81       | Danyila Izotov · Oroszország | 46,09       |
| 200 m gyorsúszás            | Chad le Clos · Dél-afrikai Köztársaság | 1:41,45         | Danyila Izotov · Oroszország | 1:41,67     | Ryan Lochte · Egyesült Államok | 1:42,09     |
| 400 m gyorsúszás            | Bernek Péter · Magyarország | 3:34,32 CR      | James Guy · Nagy-Britannia | 3:36,35     | Velimir Stjepanović · Szerbia | 3:38,17     |
| 1500 m gyorsúszás           | Gregorio Paltrinieri · Olaszország | 14:16,10 CR, ER | Uszáma el-Mellúli · Tunézia | 14:18,79 AR | Ryan Cochrane · Kanada | 14:23,35 AR |
| 50 m hátúszás               | Florent Manaudou · Franciaország | 22,22 WR        | Eugene Godsoe · Egyesült Államok | 23,05       | Stanislav Donets · Oroszország | 23,10       |
| 100 m hátúszás              | Mitch Larkin · Ausztrália | 49,57           | Radosław Kawęcki · Lengyelország | 50,11       | Ryosuke Irie · Japán · Matt Grevers · Egyesült Államok | 50,12       |
| 200 m hátúszás              | Radosław Kawęcki · Lengyelország | 1:47,38         | Ryan Lochte · Egyesült Államok | 1:48,20     | Mitch Larkin · Ausztrália | 1:48,35     |
| 50 m mellúszás              | Felipe França Silva · Brazília | 25,63 CR, AR    | Adam Peaty · Nagy-Britannia · Cameron van der Burgh · Dél-afrikai Köztársaság                                                                                               | 25,87       | nem adták ki |             |
| 100 m mellúszás             | Felipe França Silva · Brazília | 56,29 CR        | Adam Peaty · Nagy-Britannia | 56,35       | Giacomo Perez-Dortona · Franciaország | 56,78       |
| 200 m mellúszás             | Gyurta Dániel · Magyarország | 2:01,49         | Marco Koch · Németország | 2:01,91     | Kirill Prigoda · Oroszország | 2:02,38     |
| 50 m pillangóúszás          | Chad le Clos · Dél-afrikai Köztársaság | 21,95 CR        | Nicholas Santos · Brazília | 22,08 AR    | Andrij Hovorov · Ukrajna | 22,49       |
| 100 m pillangóúszás         | Chad le Clos · Dél-afrikai Köztársaság | 48,44 WR        | Tom Shields · Egyesült Államok | 48,99       | Tommaso D’Orsogna · Ausztrália | 49,60       |
| 200 m pillangóúszás         | Chad le Clos · Dél-afrikai Köztársaság | 1:48,61 CR      | Daiya Seto · Japán | 1:48,92 AR  | Paweł Korzeniowski · Lengyelország | 1:50,21     |
| 100 m vegyesúszás           | Markus Deibler · Németország | 50,66 WR        | Vlagyimir Morozov · Oroszország | 50,81       | Ryan Lochte · Egyesült Államok | 51,24       |
| 200 m vegyesúszás           | Hagino Kószuke · Japán | 1:50,47 AR      | Ryan Lochte · Egyesült Államok | 1:51,31     | Daiya Seto · Japán | 1:51,79     |
| 400 m vegyesúszás           | Daiya Seto · Japán | 3:56,33 AR      | Hagino Kószuke · Japán | 4:01,17     | Verrasztó Dávid · Magyarország | 4:01,82     |
| 4 × 50 m gyorsúszás váltó   | Oroszország · Vlagyimir Morozov (21,01) · Evgeny Sedov (20,37) · Oleg Tikhobaev (20,59) · Szergej Feszikov (20,63) · Nikita Konovalov* · Jevgenyij Korotiskin* · Aleksandr Popkov*    | 1:22,60 WR      | Egyesült Államok · Josh Schneider (21,05) · Tom Shields (20,99) · Jimmy Feigen (20,79) · Ryan Lochte (20,64) · Matt Grevers* · Darian Townsend*                             | 1:23,47     | Olaszország · Luca Dotto (21,45) · Marco Orsi (20,43) · Filippo Magnini (21,35) · Marco Belotti (21,33) · Nicolangelo Di Fabio*                                            | 1:24,56     |
| 4 × 100 m gyorsúszás váltó  | Franciaország · Clément Mignon (47,05) · Fabien Gilot (46,13) · Florent Manaudou (44,80) · Mehdy Metella (45,80)                                                                      | 3:03,78 CR      | Oroszország · Vlagyimir Morozov (45,51 CR) · Szergej Feszikov (46,01) · Danyila Izotov (45,79) · Mihail Poliscsuk (46,87) · Oleg Tikhobaev* · Nikita Konovalov*             | 3:04,18     | Egyesült Államok · Jimmy Feigen (47,41) · Matt Grevers (46,13) · Ryan Lochte (46,02) · Tom Shields (46,02) · Darian Townsend*                                              | 3:05,58     |
| 4 × 200 m gyorsúszás váltó  | Egyesült Államok · Conor Dwyer (1:43,20) · Ryan Lochte (1:42,42) · Matt McLean (1:43,20) · Tyler Clary (1:42,86) · Michael Klueh* · Michael Weiss* · Darian Townsend*                 | 6:51,68         | Olaszország · Andrea Mitchell D'Arrigo (1:42,77) · Marco Belotti (1:43,98) · Nicolangelo Di Fabio (1:42,98) · Filippo Magnini (1:42,07)                                     | 6:51,80     | Oroszország · Mihail Poliscsuk (1:43,62) · Danyila Izotov (1:40,65) · Artyom Lobuzov (1:42,87) · Viacheslav Andrusenko (1:44,82) · Dmitrii Ermakov* · Alekszandr Krasznih* | 6:51,96     |
| 4 × 50 m vegyesúszás váltó  | Brazília · Guilherme Guido (23,42) · Felipe França Silva (25,33) · Nicholas Santos (21,68) · César Cielo Filho (20,08) · Henrique Martins* · João Luiz Gomes Júnior* · João de Lucca* | 1:30,51 WR      | Franciaország · Benjamin Stasiulis (23,41) · Giacomo Perez-Dortona (25,74) · Mehdy Metella (22,06) · Florent Manaudou (20,04) · Clément Mignon*                             | 1:31,25 ER  | Egyesült Államok · Eugene Godsoe (23,11) · Cody Miller (26,04) · Tom Shields (21,99) · Josh Schneider (20,69) · Matt Grevers* · Brad Craig*                                | 1:31,83     |
| 4 × 100 m vegyesúszás váltó | Brazília · Guilherme Guido (50,11) · Felipe França Silva (56,73) · Marcos Macedo (49,63) · César Cielo Filho (44,67) · João Luiz Gomes Júnior* · Henrique Martins*                    | 3:21,14 AR      | Egyesült Államok · Matt Grevers (49,79) · Cody Miller (57,03) · Tom Shields (48,80) · Ryan Lochte (45,87) · Eugene Godsoe* · Brad Craig* · Darian Townsend* · Jimmy Feigen* | 3:21,49     | Franciaország · Florent Manaudou (50,35) · Giacomo Perez-Dortona (57,00) · Mehdy Metella (49,07) · Clément Mignon (45,84) · Benjamin Stasiulis*                            | 3:22,26     |

### Nők
| Versenyszám                 | Arany | Arany       | Ezüst | Ezüst      | Bronz | Bronz   |
| --------------------------- | --- | ----------- | --- | ---------- | --- | ------- |
| 50 m gyorsúszás             | Ranomi Kromowidjojo · Hollandia | 23,32       | Bronte Campbell · Ausztrália | 23,62      | Dorothea Brandt · Németország | 23,77   |
| 100 m gyorsúszás            | Femke Heemskerk · Hollandia | 51,37 CR    | Sarah Sjöström · Svédország | 51,39      | Ranomi Kromowidjojo · Hollandia | 51,47   |
| 200 m gyorsúszás            | Sarah Sjöström · Svédország | 1:50,78 WR  | Hosszú Katinka · Magyarország | 1:51,18    | Femke Heemskerk · Hollandia | 1:51,69 |
| 400 m gyorsúszás            | Mireia Belmonte · Spanyolország | 3:55,76 CR  | Sharon van Rouwendaal · Hollandia | 3:57,76    | Zhang Yufei · Kína | 3:59,51 |
| 800 m gyorsúszás            | Mireia Belmonte · Spanyolország | 8:03,41 CR  | Jaz Carlin · Nagy-Britannia | 8:08,16    | Sharon van Rouwendaal · Hollandia | 8:08,17 |
| 50 m hátúszás               | Etiene Medeiros · Brazília | 25,67 WR    | Emily Seebohm · Ausztrália | 25,83 AR   | Hosszú Katinka · Magyarország | 25,96   |
| 100 m hátúszás              | Hosszú Katinka · Magyarország | 55,03 WR    | Emily Seebohm · Ausztrália | 55,31 AR   | Daryna Zevina · Ukrajna | 55,54   |
| 200 m hátúszás              | Hosszú Katinka · Magyarország | 1:59,23 WR  | Emily Seebohm · Ausztrália | 2:00,13 AR | Sayaka Akase · Japán | 2:02,30 |
| 50 m mellúszás              | Rūta Meilutytė · Litvánia | 28,84       | Alia Atkinson · Jamaica | 28,91      | Moniek Nijhuis · Hollandia | 29,64   |
| 100 m mellúszás             | Alia Atkinson · Jamaica | 1:02,36 =WR | Rūta Meilutytė · Litvánia | 1:02,46    | Moniek Nijhuis · Hollandia | 1:04,03 |
| 200 m mellúszás             | Kanako Watanabe · Japán | 2:16,92     | Rie Kaneto · Japán | 2:17,43    | Rikke Møller Pedersen · Dánia | 2:17,83 |
| 50 m pillangóúszás          | Sarah Sjöström · Svédország | 24,58 CR    | Jeanette Ottesen · Dánia | 24,71      | Inge Dekker · Hollandia | 24,73   |
| 100 m pillangóúszás         | Sarah Sjöström · Svédország | 54,61 WR    | Lu Ying · Kína | 55,25 AR   | Jeanette Ottesen · Dánia | 55,32   |
| 200 m pillangóúszás         | Mireia Belmonte · Spanyolország | 1:59,61 WR  | Hosszú Katinka · Magyarország | 2:01,12    | Franziska Hentke · Németország | 2:03,89 |
| 100 m vegyesúszás           | Hosszú Katinka · Magyarország | 56,70 WR    | Siobhan-Marie O'Connor · Nagy-Britannia | 57,83      | Emily Seebohm · Ausztrália | 58,19   |
| 200 m vegyesúszás           | Hosszú Katinka · Magyarország | 2:01,86 WR  | Siobhan-Marie O’Connor · Nagy-Britannia | 2:05,87    | Melanie Margalis · Egyesült Államok | 2:06,68 |
| 400 m vegyesúszás           | Mireia Belmonte · Spanyolország | 4:19,86 WR  | Hosszú Katinka · Magyarország | 4:22,94    | Hannah Miley · Nagy-Britannia | 4:24,74 |
| 4 × 50 m gyorsúszás váltó   | Hollandia · Inge Dekker (24,09) · Femke Heemskerk (23,24) · Maud van der Meer (24,03) · Ranomi Kromowidjojo (22,88) · Esmee Vermeulen*                   | 1:34,24 WR  | Egyesült Államok · Madison Kennedy (24,06) · Abbey Weitzeil (23,40) · Natalie Coughlin (23,39) · Amy Bilquist (23,76) · Kathleen Baker* · Amanda Weir*   | 1:34,61    | Dánia · Jeanette Ottesen (23,73) · Julie Levisen (24,30) · Mie Nielsen (23,49) · Pernille Blume (23,96) · Sarah Bro*                    | 1:35,48 |
| 4 × 100 m gyorsúszás váltó  | Hollandia · Inge Dekker (52,39) · Femke Heemskerk (50,58) · Maud van der Meer (52,55) · Ranomi Kromowidjojo (51,01) · Esmee Vermeulen* · Rieneke Terink* | 3:26,53 WR  | Egyesült Államok · Natalie Coughlin (52,25) · Abbey Weitzeil (51,57) · Madison Kennedy (51,82) · Shannon Vreeland (52,06) · Amy Bilquist* · Amanda Weir* | 3:27,70    | Olaszország · Erika Ferraioli (52,70) · Silvia Di Pietro (52,30) · Aglaia Pezzato (52,72) · Federica Pellegrini (51,76) · Alice Mizzau* | 3:29,48 |
| 4 × 200 m gyorsúszás váltó  | Hollandia · Inge Dekker (1:54,73) · Femke Heemskerk (1:51,22) · Ranomi Kromowidjojo (1:54,17) · Sharon van Rouwendaal (1:52,73) · Esmee Vermeulen*       | 7:32,85 WR  | Kína · Qiu Yuhan (1:53,26) · Cao Yue (1:54,48) · Guo Junjun (1:55,14) · Shen Duo (1:54,14)                                                               | 7:37,02    | Ausztrália · Leah Neale (1:54,15) · Madi Wilson (1:54,37) · Brianna Throssell (1:56,80) · Kylie Palmer (1:53,27) · Katie Goldman*       | 7:38,59 |
| 4 × 50 m vegyesúszás váltó  | Dánia · Mie Nielsen (26,39) · Rikke Pedersen (29,56) · Jeanette Ottesen (24,09) · Pernille Blume (24,00)                                                 | 1:44,04 WR  | Egyesült Államok · Felicia Lee (26,37) · Emma Reaney (29,42) · Claire Donahue (25,33) · Natalie Coughlin (23,80) · Amanda Weir*                          | 1:44,92    | Franciaország · Mathilde Cini (26,61) · Charlotte Bonnet (30,29) · Mélanie Henique (25,20) · Anna Santamans (23,79)                     | 1:45,89 |
| 4 × 100 m vegyesúszás váltó | Dánia · Mie Nielsen (56,86) · Rikke Pedersen (1:04,62) · Jeanette Ottesen (54,99) · Pernille Blume (52,39)                                               | 3:48,86     | Ausztrália · Madi Wilson (57,31) · Sally Hunter (1:04,34) · Emily Seebohm (57,26) · Bronte Campbell (51,40) · Katie Goldman*                             | 3:50,31    | Japán · Sayaka Akase (57,11) · Kanako Watanabe (1:05,32) · Rino Hosoda (56,89) · Miki Uchida (51,18)                                    | 3:50,50 |

### Vegyes
| Versenyszám                | Arany | Arany      | Ezüst | Ezüst   | Bronz | Bronz      |
| -------------------------- | --- | ---------- | --- | ------- | --- | ---------- |
| 4 × 50 m gyorsúszás váltó  | Egyesült Államok · Josh Schneider (20,94) · Matt Grevers (20,75) · Madison Kennedy (23,63) · Abbey Weitzeil (23,25) · Darian Townsend* · Amy Bilquist* · Natalie Coughlin*                | 1:28,57 WR | Oroszország · Evgeny Sedov (20,59) · Vlagyimir Morozov (20,65) · Veronika Popova (23,93) · Rozaliya Nasretdinova (23,96) · Oleg Tikhobaev* · Nikita Konovalov* · Margarita Nesterova* | 1:29,13 | Brazília · César Cielo Filho (20,65) · João de Lucca (21,03) · Etiene Medeiros (23,58) · Larissa Oliveira (23,91) · Alan Vitória* · Henrique Martins* · Daiane Oliveira* · Alessandra Marchioro* | 1:29,17 AR |
| 4 × 50 m vegyesúszás váltó | Brazília · Etiene Medeiros (25,83 AM) · Felipe França Silva (25,45) · Nicholas Santos (21,81) · Larissa Oliveira (24,17) · João Luiz Gomes Júnior* · Henrique Martins* · Daiane Oliveira* | 1:37,26 AR | Nagy-Britannia · Chris Walker-Hebborn (23,42) · Adam Peaty (25,89) · Siobhan-Marie O'Connor (25,10) · Fran Halsall (23,05)                                                            | 1:37,46 | Olaszország · Niccolo Bonacchi (23,58) · Fabio Scozzoli (25,55) · Silvia Di Pietro (25,22) · Erika Ferraioli (23,55) · Simone Sabbioni*                                                          | 1:37,90    |

## Magyar szereplés
Magyarország 14 férfi és 7 női versenyzővel képviseltette magát. A magyar versenyzők 11 érmet szereztek.
| Érem  | Versenyző       | Versenyszám    | Dátum       |
| ----- | --------------- | -------------- | ----------- |
| Arany | Hosszú Katinka  | 100 m hát      | december 4. |
| Arany | Hosszú Katinka  | 200 m hát      | december 5. |
| Arany | Gyurta Dániel   | 200 m mell     | december 5. |
| Arany | Bernek Péter    | 400 m gyors    | december 5. |
| Arany | Hosszú Katinka  | 100 m vegyes   | december 5. |
| Arany | Hosszú Katinka  | 200 m vegyes   | december 6. |
| Ezüst | Hosszú Katinka  | 200 m pillangó | december 3. |
| Ezüst | Hosszú Katinka  | 400 m vegyes   | december 3. |
| Ezüst | Hosszú Katinka  | 200 m gyors    | december 7. |
| Bronz | Verrasztó Dávid | 400 m vegyes   | december 4. |
| Bronz | Hosszú Katinka  | 50 m hát       | december 7. |